# Charleston (dans)

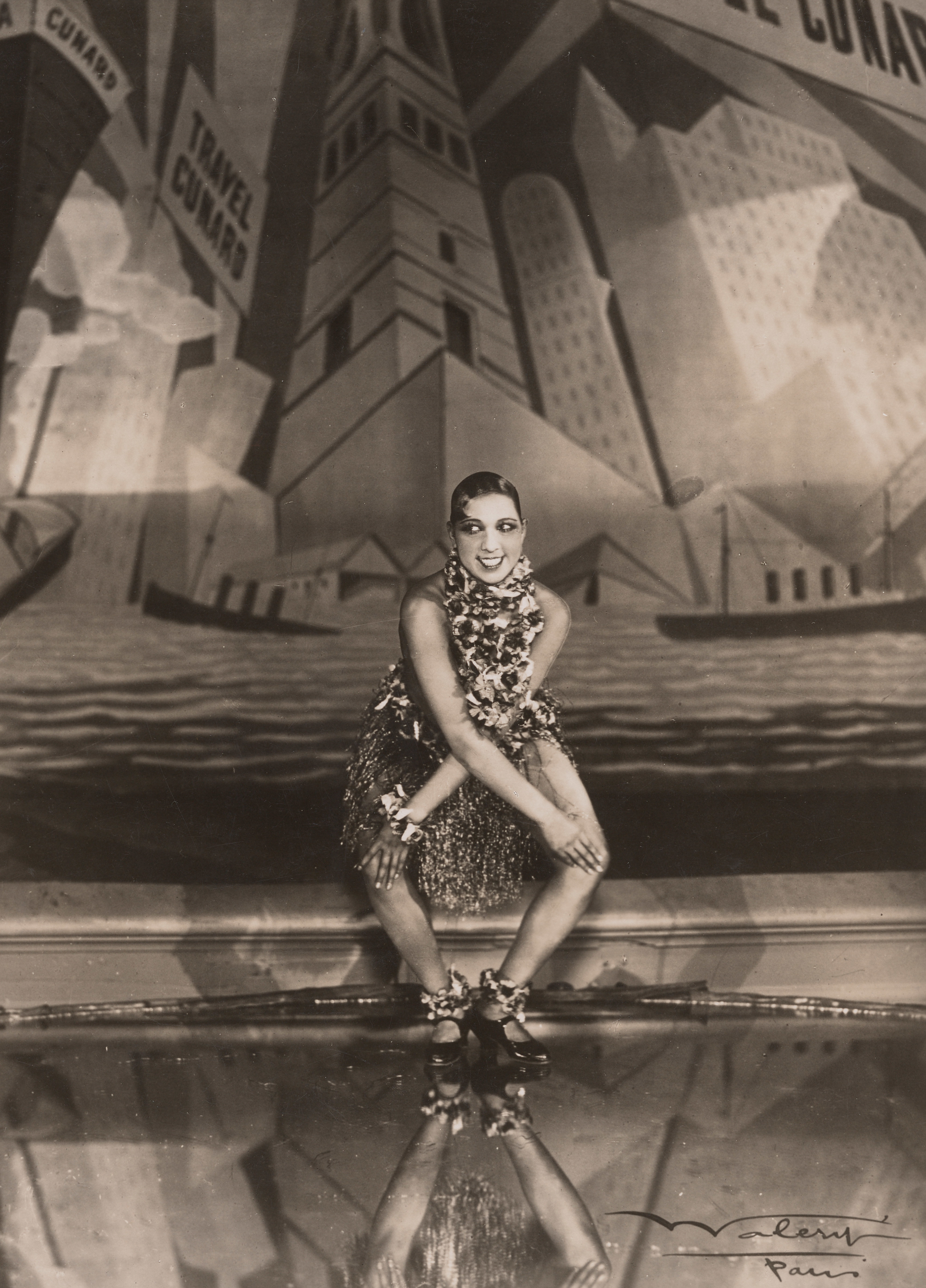
Joséphine Baker dansande charleston på Folies Bergère i Paris 1926.

 Charleston är en dans med ursprung i USA. Den var 1920-talets stora modedans, och hela "det glada 20-talet" har ibland refererats till som "The Charleston Era".
Dansen har sitt namn efter Charleston, en komposition av pianisten James P. Johnson med text av Cecil Macklin, vilken i sin tur är döpt efter staden Charleston i South Carolina. Den första skivinspelningen av melodin gjordes av Arthur Gibbs orkester 1923, men det var först sedan den förekommit som ett nummer i Broadwayrevyn Runnin' Wild som den blev en världssuccé.
Strikt musikaliskt är charleston endast en snärtig form av samma typ av dansmusik i 4/4-takt som exempelvis foxtrot. Oftast dansas charleston till 1920- och 1930-talens hot jazz och den energifyllda dansen passar bra till musik med snabbare tempo. En stor del av charlestondansen består av improvisation och musikanpassning.
Dansen utövas på så sätt att dansaren går från tå till häl, som om denne "trampar i gyttja". I tur vrids fötterna ut och in, 3 vridsteg framåt och vid 4:e steget slås klackarna ihop.
Charleston sägs ha inspirerat till många av stegen i bland annat hiphopdans och streetdance. Kända artister såsom Elvis Presley och Michael Jackson var starkt influerade av dansen. Charleston dansas både parvis och solo. Dansen går även att dansa i grupp.